# Марі Пітрушка
Марі Пітрушка (нім. Marie Pietruschka, 21 червня 1995) — німецька плавчиня.
Учасниця Олімпійських Ігор 2020 року.
Призерка Чемпіонату Європи з водних видів спорту 2018 року.